# Melodinus guillauminii
Melodinus guillauminii är en oleanderväxtart som beskrevs av P. Boiteau. Melodinus guillauminii ingår i släktet Melodinus och familjen oleanderväxter. Inga underarter finns listade i Catalogue of Life.